# Тречиокайте-Жебенкене, Ирена Юргевна
Ирена Юргевна Тречиокайте-Жебенкене (28 октября 1909, Биржай, Российская империя — 13 января 1985, Вильнюс, Литовская ССР, СССР) — советская и литовская художница, педагог и политический деятель, Заслуженный деятель искусств Литовской ССР (1959), народный художник Литовской ССР (1979).

## Биография
Родилась в 1909 году в Биржае. В 1928—1935 годах училась в Каунасской художественной школе, где специализировалась на графике и фреско-мозаике, где ей преподавали Ю. Микенас, К. Склерюс, М. В. Добужи́нский и другие. В то же время с 1928 по 1932 год изучала право в Университете Витаутаса Великого. Политические взгляды сформировались в Каунасской художественной школе. В 1934 году вступила в Коммунистическую партию. В 1935 принята в Союз художников Литвы . Участвовала в художественных выставках, писала пейзажи, тематические картины и натюрморты, создавала гравюры на дереве и первый экслибрис для Костаса Корсакаса, иллюстрировала детский сборник произведений Казиса Якубенаса «Будет весна».
В 1940 году, после установления Советской власти, была назначена директором Дома партийного просвещения. Работала в Узбекистане во время Великой Отечественной войны. В 1944 году экстерном окончила Вильнюсский художественный институт. С 1944 года — преподаватель Института изящных искусств, с 1947 года — доцент, в 1948—1951 годах — заведующая кафедрой живописи. В 1951—1969 годах преподавала декоративную живопись на той же кафедре. В 1949, 1959, 1964 и 1979 годах — персональные выставки в Вильнюсе.
Избирался депутатом Верховного Совета Литовской ССР 3-го созыва.
Умерла в Вильнюсе в 1985 году.